# Toxostoma
A Toxostoma a madarak (Aves) osztályának verébalakúak (Passeriformes) rendjébe és a gezerigófélék (Mimidae) családjába tartozó nem.

## Rendszerezésük
A nemet Johann Georg Wagler német természettudós írta le 1831-ben, az alábbi 10 faj tartozik ide:
- görbecsőrű gezerigó (Toxostoma curvirostre)
- Toxostoma ocellatum
- vörhenyes gezerigó (Toxostoma rufum)
- hosszúcsőrű gezerigó (Toxostoma longirostre)
- pettyes gezerigó (Toxostoma guttatum)
- Toxostoma bendirei
- Toxostoma cinereum
- kaliforniai gezerigó (Toxostoma redivivum)
- Le Conte-gezerigó (Toxostoma lecontei)
- Toxostoma crissale

## Előfordulásuk
Észak-Amerika területén honosak. Természetes élőhelyeik az erdők, cserjések, füves puszták és sivatagok. Egy faj kivéve állandó, nem vonuló fajok.

## Megjelenésük
Testhosszuk 21,5-32 centiméter közötti.

## Életmódjuk
Mindenevők, ízeltlábúakkal, magvakkal és gyümölcsökkel táplálkoznak.